# 魏红
魏红（1950年—），佤族，中华人民共和国政治人物、第十一届全国政协委员。
加入中国共产党，担任云南省普洱市人大常委会主任。2008年，当选第十一届全国政协委员，代表少数民族界，分入第五十组。